# Alessandro II Pico della Mirandola
Alessandro II Pico della Mirandola (Mirandola, 30 marzo 1631 – Concordia sulla Secchia, 2 febbraio 1691) fu un nobile, militare e mecenate italiano, secondo duca della Mirandola e terzo marchese di Concordia dal 1637 alla morte.

## Biografia

### Infanzia e successione al Ducato della Mirandola
Figlio di Galeotto IV e di Maria Cybo-Malaspina (1609-1652), figlia di Carlo I Cybo-Malaspina principe di Massa e marchese di Carrara. Il 2 dicembre 1637, all'età di 6 anni, ereditò per testamento del nonno Alessandro I il dominio del Ducato della Mirandola, ricevendo conferma dell'investitura nel 1641 dall'imperatore Ferdinando III d'Asburgo. A causa della giovane età, la reggenza fu affidata alla madre e alla zia Maria (1613-1682), la quale rinunciò alla tutela nel 1648.

### Carriera militare
Nel 1666, presso il Ducato di Milano, fu al servizio del re di Spagna Carlo II, che lo nominò cavaliere del Toson d'oro. Su richiesta di papa Clemente IX, il 6 giugno 1669 partì da Mirandola per Venezia, da cui il mese successivo salpò per l'isola di Creta con nove navi da guerra e tremila soldati. Dopo aver fatto scalo a Zante, approdò a Candia il 23 agosto 1669 e si unì alle forze francesi, pontificie e veneziane nella guerra di Candia contro gli Ottomani, che da oltre venti anni assediavano la città greca. Alessandro Pico fu nominato maestro di campo delle truppe pontificie. Tuttavia, il 5 settembre 1669 i difensori di Candia dovettero firmare la resa ai Turchi, ottenendo l'onore delle armi. Alessandro, colpito dalla malaria, ritorno alla Mirandola dove fu accolto trionfalmente.

### Mecenatismo
Fu un principe amante delle arti e fece edificare a Mirandola la chiesa del Gesù e la chiesa dei Servi di Maria. Fece allestire una biblioteca e una galleria d'arte, riammodernando il castello dei Pico, e pavimentare con il selciato tutte le strade della Mirandola. Alessandro Pico protesse le arti: dalla pittura (degna di nota è la galleria affrescata da Biagio Falcieri per la ricca quadreria che allestì mediante onerosi acquisti) alla musica, chiamando a corte Giovanni Battista Bassani. Infine Alessandro cercò di ottenere l'investitura di Mirandola quale sede di vescovato, ma senza esito.

### Morte
Alla sua morte, lasciò il regno del ducato della Mirandola al giovane nipote Francesco Maria II, affidandone la gestione alla sorella Brigida Pico.

## Matrimonio e Discendenza

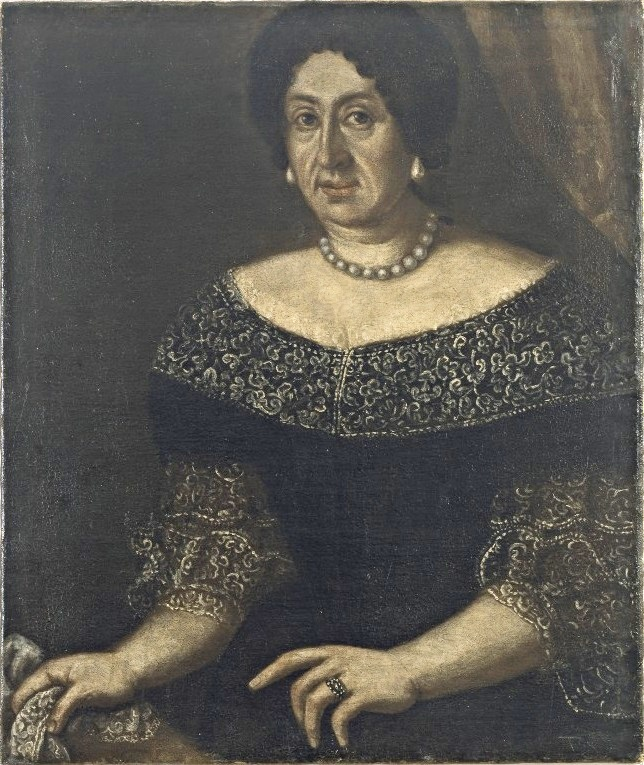
Ritratto di Anna Beatrice d'Este, moglie di Alessandro II Pico, XVII secolo (Museo Civico, Mirandola, Italia)

Il 29 aprile 1656, Alessandro II Pico si unì in matrimonio con Anna Beatrice d'Este, figlia del duca Alfonso III d'Este e di Isabella di Savoia. Ebbero i seguenti figli:
1. Maria Isabella Pico (* 7 dicembre 1658 – † 23 marzo 1732);[6][7];
2. Laura Pico (* 1660 – † 1720), sposò Ferdinando II Gonzaga, principe di Castiglione delle Stiviere e Solferino e marchese di Medole.[1][2][8] Ebbe discendenza;[8]
3. Francesco Maria Pico (* 18 ottobre[9]; 1661 – † 19 aprile[10] 1689), erede designato dal padre, ma premorì a lui.[1][2] A Roma nel 1684 sposò Anna Camilla Borghese, figlia di Giovanni Battista Borghese, II principe di Sulmona, e di Eleonora Boncompagni, figlia di Ugo Boncompagni, IV duca di Sora, e di Maria Ruffo;[1][2][11] Ebbero tre figli:
  1. Antonia Maria Pico (* 28 - † 31 luglio 1686)[10]
  2. Beatrice Eleonora Pico (* 29 luglio 1687 - † 11 marzo 1689)[10]
  3. Francesco Maria Pico (* 1688 – † 1747), successore effettivo di Alessandro II ed ultimo duca regnante della Mirandola.[1][2] Si sposò solamente dopo la sua deposizione, prima con Teresa Spinola y de la Cerda, poi con Maria Guadalupe FitzJames-Stuart y Colón de Portugal, ma da entrambe non ebbe figli.[2]
4. Galeotto Pico (* 18 gennaio[9] 1663 – † 21 febbraio[12] 1730), signore di San Martino Spino;[2]
5. un figlio maschio, gemello di Galeotto (* 18 gennaio 1663[9] – † subito dopo);
6. Virginia Pico (* 12 novembre 1664 – † 23 agosto 1703)[13], suor Maria Beatrice dal 3 marzo 1691;
7. Fulvia Pico (* 1666 – † 28 dicembre 1691[14]), a Napoli il 29 novembre 1687[15] sposò Tommaso d'Aquino (* 1669 - † 1721), principe di Feroleto e Castiglione;[2]
8. Giovanni Pico (* 19 ottobre[16] 1667 – † 21 dicembre 1710[17]), marchese di Quarantoli.[2] Ebbe un figlio naturale poi legittimato:[2]
  1. Alessandro Pico (* c.1705 – † 1787), marchese di Quarantoli, abate di San José de Benavides (Abate Pico), e l'ultimo membro maschio della famiglia Pico.[2] a Madrid nel 1748 sposò Eleonora, figlia di Francesco Pio di Savoia, principe di San Gregorio, duca di Nocera, marchese di Castel Rodrigo, e di Giovanna Spinola y de la Cerda, figlia di don Carlo Filippo Spinola y Doria, marchese di Los Balbazes, duca di San Severino e del Sesto, grande di Spagna.[2]
9. Lodovico Pico della Mirandola (* 1668 – † 1743), cardinale, patriarca di Costantinopoli, prefetto di Palazzo Apostolico;[1][2]
10. Alessandro Pico (* 1670 – † 1711), cavaliere di Malta dal 1685, monaco domenicano dal 1708.[2]

Ebbe anche tre figli illegittimi:
1. Caterina (* 1653 – † 15 gennaio 1729)[18], monaca del monastero di San Ludovico alla Mirandola dal 16 gennaio 1670 come suor Rosa Celeste
2. Federico
3. Gianfrancesco

## Ascendenza
|                                    |                         |                                        | Genitori                             |  |  | Nonni |  |  | Bisnonni                         |  |  | Trisnonni        |  |
|                                    |                         |                                        |                                      |  |  |       |  |  | Ludovico II Pico della Mirandola |  |  | Galeotto II Pico |  |
|                                    |                         |                                        |                                      |  |  |       |  |  | Ludovico II Pico della Mirandola |  |  | Galeotto II Pico |  |
|                                    |                         | Ippolita Gonzaga                       |                                      |  |  |       |  |  | Ludovico II Pico della Mirandola |  |  |                  |  |
| Alessandro I Pico della Mirandola  |                         |                                        |                                      |  |  |       |  |  | Ludovico II Pico della Mirandola |  |  |                  |  |
|                                    |                         | Fulvia da Correggio                    | Ippolito da Correggio                |  |  |       |  |  |                                  |  |  |                  |  |
|                                    |                         | Fulvia da Correggio                    | Ippolito da Correggio                |  |  |       |  |  |                                  |  |  |                  |  |
|                                    |                         | Fulvia da Correggio                    | Chiara da Correggio                  |  |  |       |  |  |                                  |  |  |                  |  |
| Galeotto IV Pico della Mirandola   |                         | Fulvia da Correggio                    |                                      |  |  |       |  |  |                                  |  |  |                  |  |
|                                    |                         | ?                                      | ?                                    |  |  |       |  |  |                                  |  |  |                  |  |
|                                    |                         | ?                                      | ?                                    |  |  |       |  |  |                                  |  |  |                  |  |
|                                    |                         | ?                                      | ?                                    |  |  |       |  |  |                                  |  |  |                  |  |
| Eleonora Segni                     |                         | ?                                      |                                      |  |  |       |  |  |                                  |  |  |                  |  |
|                                    |                         | ?                                      | ?                                    |  |  |       |  |  |                                  |  |  |                  |  |
|                                    |                         | ?                                      | ?                                    |  |  |       |  |  |                                  |  |  |                  |  |
|                                    |                         | ?                                      | ?                                    |  |  |       |  |  |                                  |  |  |                  |  |
| Alessandro II Pico della Mirandola |                         | ?                                      |                                      |  |  |       |  |  |                                  |  |  |                  |  |
|                                    | Alderano Cybo-Malaspina | Alberico I Cybo-Malaspina              |                                      |  |  |       |  |  |                                  |  |  |                  |  |
|                                    | Alderano Cybo-Malaspina | Alberico I Cybo-Malaspina              |                                      |  |  |       |  |  |                                  |  |  |                  |  |
|                                    | Alderano Cybo-Malaspina | Elisabetta della Rovere                |                                      |  |  |       |  |  |                                  |  |  |                  |  |
| Carlo I Cybo-Malaspina             | Alderano Cybo-Malaspina |                                        |                                      |  |  |       |  |  |                                  |  |  |                  |  |
|                                    |                         | Marfisa d'Este                         | Francesco d'Este                     |  |  |       |  |  |                                  |  |  |                  |  |
|                                    |                         | Marfisa d'Este                         | Francesco d'Este                     |  |  |       |  |  |                                  |  |  |                  |  |
|                                    |                         | Marfisa d'Este                         | ?                                    |  |  |       |  |  |                                  |  |  |                  |  |
| Maria Cybo-Malaspina               |                         | Marfisa d'Este                         |                                      |  |  |       |  |  |                                  |  |  |                  |  |
|                                    |                         | Giannettino Spinola, patrizio genovese | Niccolò Spinola, patrizio genovese   |  |  |       |  |  |                                  |  |  |                  |  |
|                                    |                         | Giannettino Spinola, patrizio genovese | Niccolò Spinola, patrizio genovese   |  |  |       |  |  |                                  |  |  |                  |  |
|                                    |                         | Giannettino Spinola, patrizio genovese | Placida Doria, patrizia genovese     |  |  |       |  |  |                                  |  |  |                  |  |
| Brigida Spinola, patrizia genovese |                         | Giannettino Spinola, patrizio genovese |                                      |  |  |       |  |  |                                  |  |  |                  |  |
|                                    |                         | Diana De Mari, patrizia genovese       | Stefano De Mari, patrizio genovese   |  |  |       |  |  |                                  |  |  |                  |  |
|                                    |                         | Diana De Mari, patrizia genovese       | Stefano De Mari, patrizio genovese   |  |  |       |  |  |                                  |  |  |                  |  |
|                                    |                         | Diana De Mari, patrizia genovese       | Veronica Grimaldi, patrizia genovese |  |  |       |  |  |                                  |  |  |                  |  |
|                                    |                         | Diana De Mari, patrizia genovese       |                                      |  |  |       |  |  |                                  |  |  |                  |  |